# Top Model of the World 2016
Top Model of the World 2016 fue la 23.ª edición del certamen Top Model of the World, correspondiente al año 2016; la cual se llevó a cabo el 26 de agosto en Bremen, Alemania. Candidatas de 41 países y territorios autónomos compitieron por el título. Al final del evento, Elena Kosmina, Top Model of the World 2015 de Ucrania, coronó a Margo Cooper, de Bulgaria, como su sucesora.

## Resultados
| Posiciones                  | Candidata |
| --------------------------- | --- |
| Top Model of the World 2016 | - Bulgaria - Margo Cooper |
| Primera finalista           | - Puerto Rico - Franceska Marisabel Toro Medina |
| Segunda finalista           | - Sri Lanka - Paththage Visna Kaumini Fernando |
| Tercera finalista           | - Brasil - Emanuelle de Maria Costa Assunção |
| Cuarta finalista            | - Tailandia - Anchana Artklom |
| Top 15                      | - Colombia - Alejandra Ochoa López - Ecuador - Virginia Stephanie Limongi Silva - El Salvador - Margarita Elizabeth Cader Medina - Filipinas - Natalia LaLonde - Ghana - Silvia Naa Morkor Commodore - Italia - Chiara Sassanelli - Malta - Nicole Mallia - Nigeria - Deborah Adaku Ezeh - Sudáfrica - Yulisa Makhazo - Ucrania - Inna Vasyuk |

## Premios especiales
| Premio                  | Candidata                                        |
| ----------------------- | ------------------------------------------------ |
| Miss Fotogénica         | - Ecuador - Virginia Stephanie Limongi Silva     |
| Mejor en Traje de Noche | - Malta - Nicole Mallia                          |
| Mejor Cuerpo            | - El Salvador - Margarita Elizabeth Cader Medina |
| Miss Globe              | - Colombia - Alejandra Ochoa López               |
| Reina de Europa         | - Mar Báltico - Tatjana Genrich                  |

## Candidatas
41 candidatas compitieron por el título:
(En la tabla se utiliza su nombre completo, los sobrenombres van entrecomillados y los apellidos utilizados como nombre artístico, entre paréntesis; fuera de ella se utilizan sus nombres «artísticos» o simplificados).
| País/Territorio | Candidata                              | Edad | Estatura |
| --------------- | -------------------------------------- | ---- | -------- |
| Alemania        | Teresa Peitz                           | 25   | 1.77 m   |
| Armenia         | Mariam Davtyan                         | 23   | 1.74 m   |
| Australia       | Jolene Katie Marie Peters              |      | 1.80 m   |
| Bélgica         | Camille Späth                          | 20   | 1.70 m   |
| Brasil          | Emanuelle de Maria Costa Assunção      | 22   | 1.80 m   |
| Bulgaria        | Margarita «Margo» Kupriyanova (Cooper) | 23   | 1.74 m   |
| Canadá          | Taylor Empey                           | 18   | 1.73 m   |
| Colombia        | Alejandra Ochoa López                  | 22   | 1.76 m   |
| Costa Rica      | Stephanie Sánchez Duarte               | 26   | 1.69 m   |
| Dinamarca       | Natasha Bendix Helms                   | 22   | 1.78 m   |
| Ecuador         | Virginia Stephanie Limongi Silva       | 22   | 1.75 m   |
| El Salvador     | Margarita Elizabeth Cader Medina       | 20   | 1.70 m   |
| Escandinavia    | Linnea Johansson                       | 19   | 1.68 m   |
| España          | Alicia Laura Rodríguez Espinosa        | 24   | 1.80 m   |
| Estados Unidos  | Evgeniya Jen Sidorova                  | 26   | 1.71 m   |
| Filipinas       | Natalia LaLonde                        | 27   | 1.76 m   |
| Francia         | Sonia Ait Mansour                      | 23   | 1.73 m   |
| Ghana           | Silvia Naa Morkor Commodore            | 21   | 1.83 m   |
| Hungría         | Babett Dukai                           | 23   | 1.70 m   |
| India           | Priyanka Gusain                        | 24   | 1.73 m   |
| Inglaterra      | Jessica Oliver Walsh                   | 20   | 1.75 m   |
| Italia          | Chiara Sassanelli                      | 17   | 1.75 m   |
| Jamaica         | Abigail Lawes                          | 20   | 1.70 m   |
| Kirguistán      | Begimay Karybekova                     | 18   | 1.76 m   |
| Líbano          | Christine Houry                        | 25   | 1.76 m   |
| Malta           | Nicole Mallia                          | 21   | 1.69 m   |
| Mar Báltico     | Tatjana Genrich                        | 23   | 1.67 m   |
| Mar Negro       | Nina Goryniuk                          | 22   | 1.72 m   |
| Moldavia        | Irina Molocenco                        | 24   | 1.75 m   |
| Nigeria         | Deborah Adaku Ezeh                     | 21   | 1.85 m   |
| Polonia         | Alexandra Waluk                        | 20   | 1.75 m   |
| Puerto Rico     | Franceska Marisabel Toro Medina        | 23   | 1.73 m   |
| Rumania         | Diana Alina Albu                       | 23   | 1.75 m   |
| Seychelles      | Mariette Dine                          | 24   | 1.70 m   |
| Sierra Leona    | Tyrilia Gouldson                       | 25   | 1.80 m   |
| Sri Lanka       | Paththage Visna Kaumini Fernando       | 24   | 1.75 m   |
| Sudáfrica       | Yulisa Makhazo                         | 19   | 1.73 m   |
| Suecia          | Matilda Helgstrand                     | 24   | 1.76 m   |
| Tailandia       | Anchana «Anna» Artklom                 | 26   | 1.80 m   |
| Turquía         | Ecem Uzgör                             | 25   | 1.76 m   |
| Ucrania         | Inna Vasyuk                            | 20   | 1.75 m   |

### Candidatas retiradas
- Argentina - Glenda Canavese
- Mediterráneo - Ana García García
- Portugal - Mafalda Nunez
- Trinidad y Tobago - Teiana Robinson
- Venezuela - Estefanía Rivero
- Vietnam - Kim Chi Tran Thi

### Candidatas reemplazadas
- Puerto Rico - Nivializ Pérez fue reemplazada por Franceska Marisabel Toro Medina.

## Datos acerca de las delegadas
- Algunas de las delegadas de Top Model of the World 2016 han participado, o participarán, en otros certámenes internacionales de importancia:
  - Mariam Davtyan (Armenia) participó sin éxito en Miss All Nations 2015.
  - Margo Cooper (Bulgaria) fue semifinalista en World Next Top Model 2014 y participó sin éxito en Miss Eurasia 2014, Miss Turismo Europeo 2014 y Miss Mundo 2019.
  - Virginia Stephanie Limongi Silva (Ecuador) participó sin éxito en Miss Mundo 2014 y Miss Universo 2018.
  - Margarita Elizabeth Cader Medina (El Salvador) fue semifinalista en Miss Internacional 2016.
  - Linnea Johansson (Escandinavia) fue cuartofinalista en Miss Global 2016 representando a Suecia.
  - Evgeniya Jen Sidorova (Estados Unidos) participó sin éxito en Face of Beauty International 2015, representando a Rusia, y Miss Freedom of the World 2016 y semifinalista en World Beauty Queen 2016.
  - Sonia Ait Mansour (Francia) fue semifinalista en Face of Beauty International 2015, ganadora de Miss World Noble Queen International 2019, quinta finalista en Miss Tourism and Culture Universe 2019, tercera finalista en Miss Supermodel Worldwide 2022, participó sin éxito en Miss Global 2015, Queen Beauty Universe 2015, World Beauty Queen 2016, Miss Eco Internacional 2017, Miss Europa 2017, Miss Grand Internacional 2017, Miss Supranacional 2018 y Miss Internacional 2019 y Miss Mundo 2023, en estos dos últimos representando a Marruecos.
  - Silvia Naa Morkor Commodore (Ghana) participó sin éxito en Miss Tierra 2015 y Miss Universo 2021 y segunda finalista en Miss Intercontinental 2016.
  - Begimay Karybekova (Kirguistán) participó sin éxito en Miss Intercontinental 2016 y Miss Universo 2018.
  - Tatjana Genrich  (Mar Báltico) fue cuarta finalista en Miss Intercontinental 2022 y cuartofinalista en Top Model of the World 2022, en estos certámenes representando a Alemania.
  - Nina Goryniuk (Mar Negro) participó sin éxito en Miss Internacional 2015 representando a Ucrania.
  - Alexandra Waluk (Polonia) participó sin éxito en el Reinado Internacional del Café 2017, representando a Alemania, y Top Model of the World 2017.
  - Franceska Marisabel Toro Medina (Puerto Rico) participó sin éxito en Miss Tierra 2014.
  - Diana Alina Albu (Rumania) participó sin éxito en Miss All Nations 2015.
  - Tyrilia Gouldson (Sierra Leona) participó sin éxito en Miss Mundo 2008 y cuartofinalista en Top Model of the World 2017.
  - Paththage Visna Kaumini Fernando (Sri Lanka) participó sin éxito en Miss Tierra 2015 y Miss Grand Internacional 2017.
  - Matilda Helgstrand (Suecia) participó sin éxito en Miss Eco Internacional 2016, Miss Turismo Metropolitano Internacional 2016 y Face of Beauty International 2017.
  - Ecem Uzgör (Turquía) fue semifinalista en Miss Asia Pacífico Mundo 2012.
- Algunas de las delegadas nacieron o viven en otro país al que representarán, o bien, tienen un origen étnico distinto:
  - Margo Cooper (Bulgaria) nació en Rusia, es de origen búlgaro y reside en Emiratos Árabes Unidos.
  - Virginia Stephanie Limongi Silva (Ecuador) es de ascendencia italiana.
  - Evgeniya Jen Sidorova (Estados Unidos) nació en Rusia.

## Sobre los países en Top Model of the World 2016

### Naciones debutantes
- Escandinavia
- Sierra Leona

### Naciones que regresan a la competencia
Compitió por última vez en 2005:
- Ecuador

Compitió por última vez en 2008/2009:
- Seychelles

Compitió por última vez en 2009/2010:
- Hungría

Compitieron por última vez en 2010/2011:
- Kirguistán
- Mar Negro

Compitió por última vez en 2011/2012:
- Costa Rica

Compitieron por última vez en 2014:
- El Salvador
- Inglaterra
- Jamaica
- Nigeria
- Sri Lanka
- Tailandia
- Turquía

### Naciones ausentes
| - Argentina - Bahamas - Bielorrusia - Caribe - Egipto - Georgia - Honduras - Isla del Coco - Mauricio - Mongolia - Noruega | - Panamá - Paraguay - República Dominicana - Rusia - Serbia - Tanzania - Trinidad y Tobago - Venezuela - Vietnam - Zambia - Zimbabue |